# Зименков Іван Федорович
Іван Федорович Зименков (нар. 22 вересня 1899, село Сиргіївка Балашовського повіту Саратовської губернії, тепер село Сергеєвка Аркадацького району Саратовської області, Російська Федерація — 17 травня 1958, місто Баку, тепер Азербайджан) — радянський діяч, голова виконавчого комітету Сталінградської обласної ради депутатів трудящих.  Депутат Верховної Ради РРФСР 1-го скликання. Депутат Верховної Ради СРСР 1—2-го скликань (1941—1950).

## Біографія
Народився в селянській родині. Закінчив початкову школу.
З березня 1918 року по вересень 1919 року служив у 25-й Чапаєвській дивізії РСЧА, був поранений. Учасник громадянської війни в Росії.
У 1921—1924 роках — голова Сиргіївської (Сєргеєвської) сільської ради і одночасно член президії виконавчого комітету Казачковської волосної ради Саратовської губернії.
Член ВКП(б) з 1926 року.
З 1926 по серпень 1928 року — голова виконавчого комітету Казачковської волосної ради Баландинського району Саратовської губернії.
З серпня 1928 по 1933 рік — інструктор виконавчого комітету Турковської районної ради, завідувач Аркадацького районного земельним відділом, заступник директора радгоспу «Нансен», член виконавчого комітету Аркадацької районної ради Нижньо-Волзького краю. З 1933 по грудень 1934 року працював завідувачем Даниловського районного земельного відділу Сталінградського краю.
У грудні 1934 — серпні 1938 року — голова виконавчого комітету Березовської районної ради Сталінградського краю (області).
З серпня 1938 по вересень 1939 року — секретар виконавчого комітету Сталінградської обласної ради.
6 вересня 1939 — липень 1947 року — голова виконавчого комітету Сталінградської обласної ради депутатів трудящих.
Одночасно у 1941—1943 роках — член Сталінградського міського комітету оборони. З 11 липня 1941 року — командир Сталінградського корпусу народного ополчення.
З листопада 1947 по листопад 1948 року — слухач річних курсів Вищої партійної школи при ЦК ВКП(б) у Москві.
У грудні 1948 — квітні 1953 року — голова Ради у справах колгоспів при РМ СРСР по Азербайджанській РСР.
З квітня 1954 по квітень 1955 року — заступник керуючого справами Ради Міністрів Азербайджанської РСР.
У травні 1955 — 17 травня 1958 року — заступник завідувача відділу сільського господарства ЦК КП Азербайджану.

## Нагороди
- орден Леніна
- орден Трудового Червоного Прапора
- орден «Знак Пошани» (21.02.1942)
- медаль «За оборону Сталінграда»
- медаль «За доблесну працю у Великій Вітчизняній війні 1941—1945 рр.»
- медалі